# Егмонт цур Ліппе-Вайссенфельд

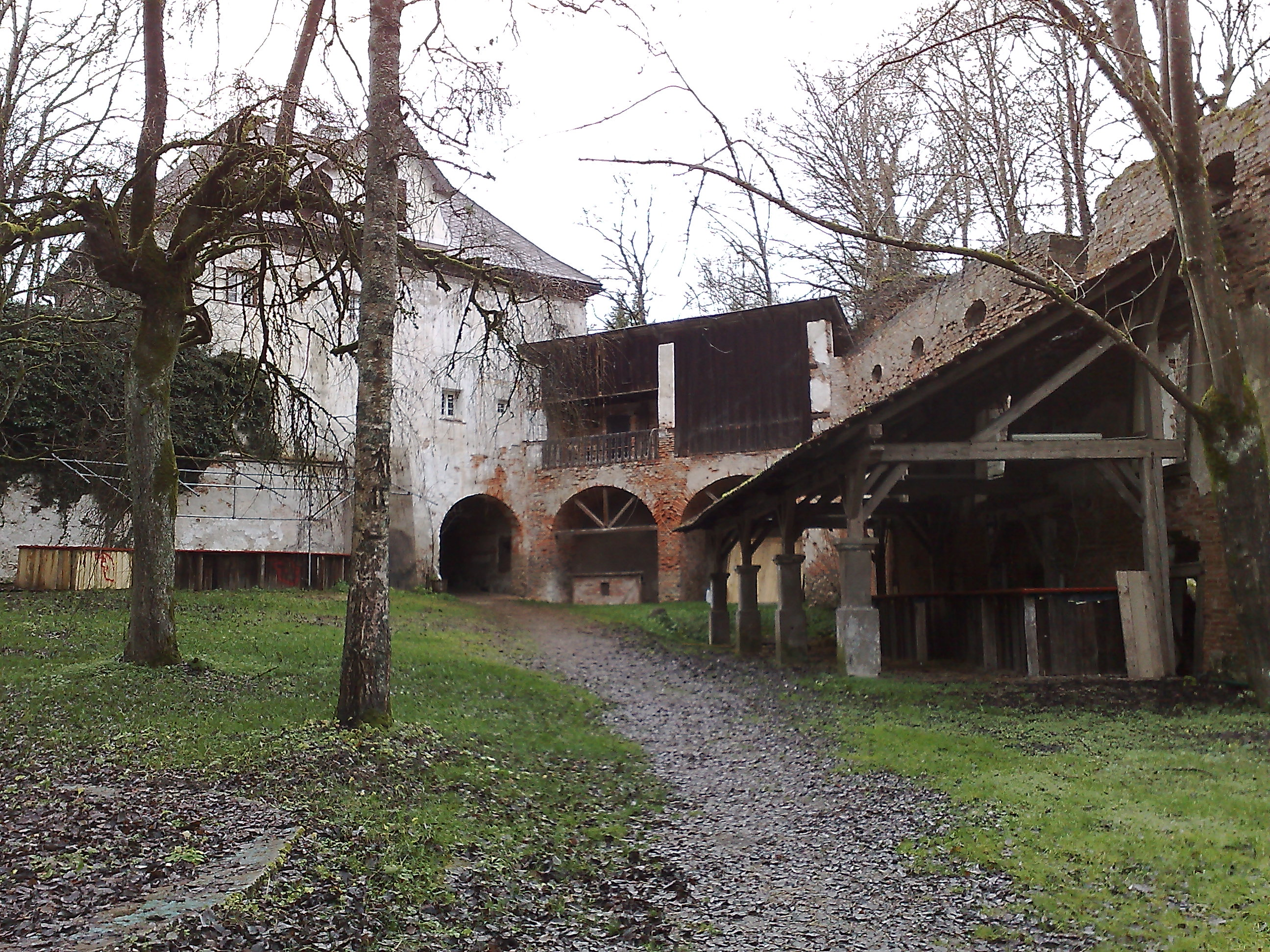
Замок Альт-Вартенбург, в якому виріс принц Егмонт.

Принц Егмонт Рюдігер Марія Альфред Леопольд Бонавентура цур Ліппе-Вайссенфельд (нім. Egmont Rüdiger Maria Alfred Leopold Bonaventura Prinz zur Lippe-Weißenfeld; 14 липня 1918 — 3 березня 1944) — німецький льотчик винищувальної авіації, майор люфтваффе (1944). Кавалер Лицарського хреста Залізного хреста з дубовим листям.

## Біографія

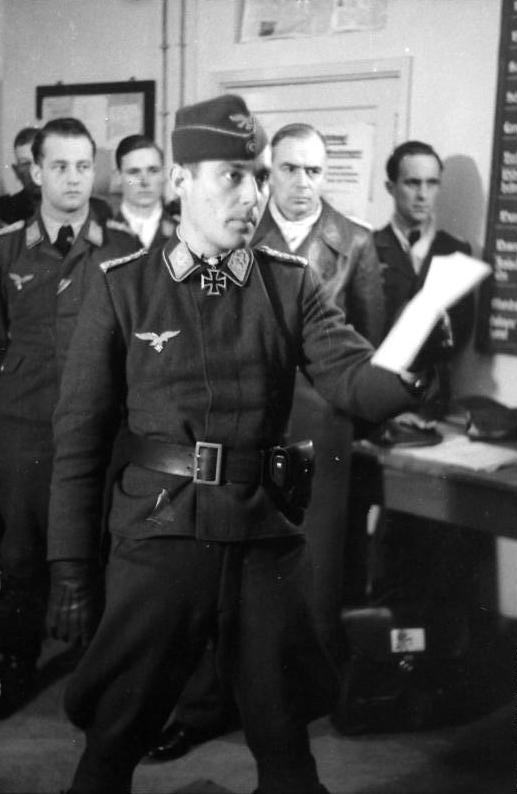
Принц Егмонт під час брифінгу (1943).

В 1936 році поступив в австрійську армію, служив у піхоті. Після аншлюсу поступив в люфтваффе. Після закінчення авіаційного училища в 1940 році зарахований в 2-гу групу 76-ї важкої винищувальної ескадри. З 4 серпня 1940 року служив в 4-й ескадрильї 1-ї ескадри нічних винищувачів. З 15 листопада 1941 року — командир 5-ї ескадрильї 5-ї ескадри нічних винищувачів. З 1 жовтня 1942 року — командир 1-ї групи 3-ї ескадри нічних винищувачів, з 1 червня 1943 року — 3-ї групи 1-ї ескадри нічних винищувачів. З 20 лютого 1944 року — командир 5-ї ескадри нічних винищувачів. 3 березня 1944 року його літак зачепив крилом гірський схил і розбився, Ліппе загинув. Похований на німецькому військовому цвинтарі в Нідерландах, праворуч спочиває інший ас із знатного роду — принц Генріх цу Зайн-Віттгенштайн.
Всього за час бойових дій здобув 51 нічну перемогу.

## Нагороди
- Нагрудний знак пілота (5 жовтня 1938)
- Залізний хрест
  - 2-го класу (17 грудня 1939)
  - 1-го класу (17 січня 1940)
- 4 рази нагороджений у Вермахтберіхт (19 червня 1941, 28 січня, 27 березня і 21 червня 1942)
- Німецький хрест в золоті (22 січня 1942)
- Лицарський хрест Залізного хреста з дубовим листям
  - лицарський хрест (16 квітня 1942)
  - дубове листя (№2 серпня 1943)
- Почесний Кубок Люфтваффе
- Авіаційна планка нічного винищувача в золоті
- Нагрудний знак «За поранення» в сріблі